# Capitán general de Aragón
El capitán general de Aragón fue un cargo español creado en sustitución del virrey de Aragón tras la abolición de este por los Decretos de Nueva Planta en 1711. Fue la máxima autoridad en Aragón en representación del rey hasta la creación de la administración moderna con provincias, gobernadores civiles y otros cargos a partir de 1833, pasando desde entonces a ser una institución puramente militar antes de desaparecer con las reorganizaciones del ejército español durante el siglo XX.

## Historia

### El Reformismo borbónico (1711-1808)
El cargo fue creado tras el fin de la Guerra de Sucesión en aplicación de los Decretos de Nueva Planta que sustituyeron las leyes e instituciones del reino de Aragón y el resto de la Corona de Aragón. El apoyo a la Casa de Austria por una parte significativa de la administración aragonesa había supuesto una crisis del sistema de corregimientos, con gran parte de ellos vacantes tras la guerra, y una castellanización de la administración, tanto por homogeneizar el marco legal siguiendo el centralismo francés como por la desconfianza del nuevo rey ante los antiguos poderes locales que habían apoyado a su rival.
Así, el capitán general (inicialmente y hasta 1722 comandante general) sustituyó en 1711 a los virreyes de la época austríaca. Su autoridad incluía el mando militar en todo Aragón, siendo el cargo en teoría el máximo rango castrense del territorio y debiendo corresponder a la máxima antigüedad entre los oficiales (al ser está considerada en el escalafón militar). Sin embargo eso no se cumplía siempre, como se vio en 1739 en el conflicto entre el capitán general Francisco Pignatelli y su subalterno de mayor veteranía, el gobernador de Jaca Felipe Ramírez de Arellano. Muchas veces los nombrados procedieron de cuerpos próximo al monarca como era típico en el generalato de la época (Guardia Real, cuerpos de ingenieros o artillería).
El capitán general ejercía el mando directo de algunas unidades, como la Compañía Suelta de Aragón o el Batallón de Voluntarios de Aragón, y el indirecto de las fuerzas bajo los gobernadores de los partidos militares.

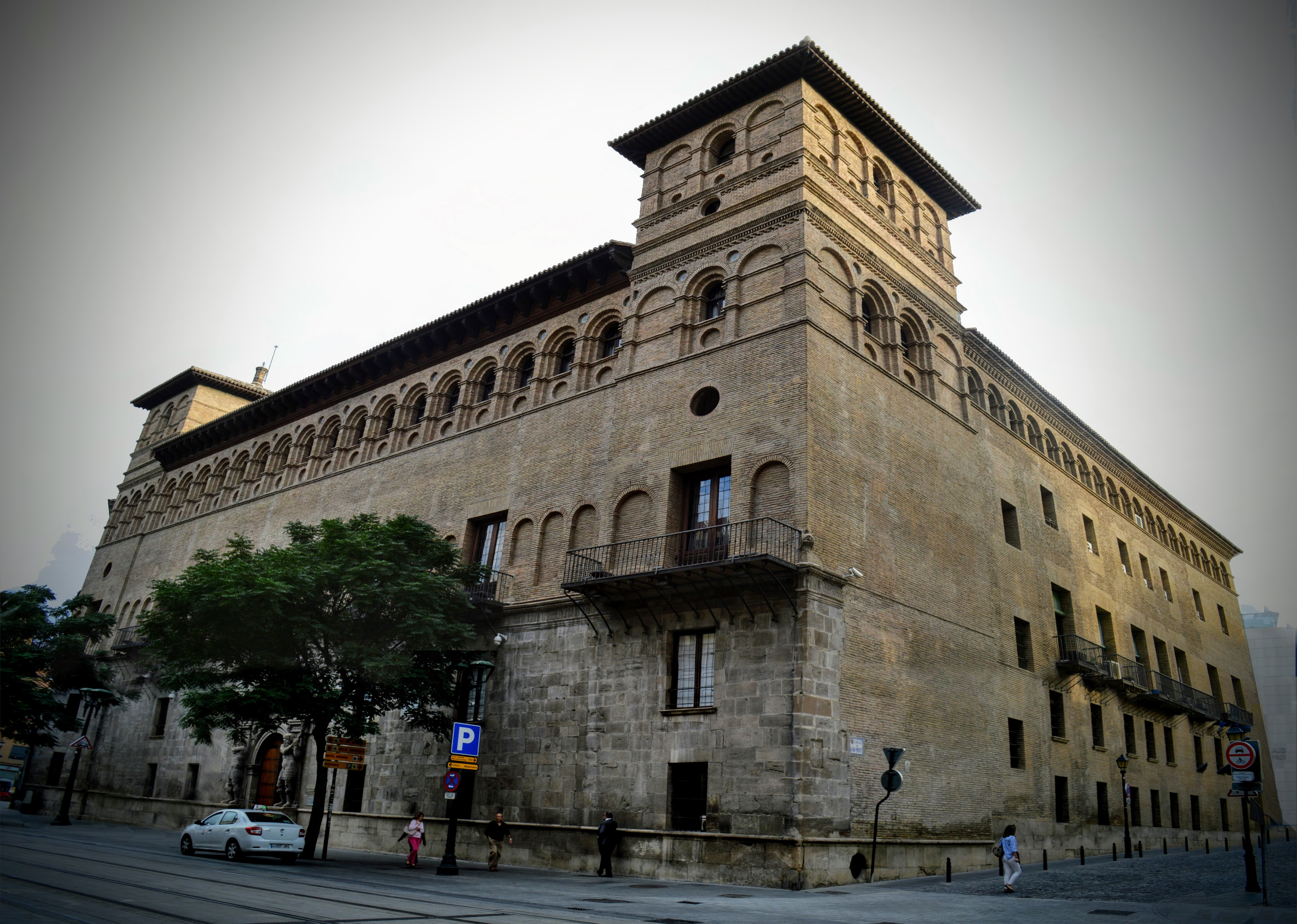
Palacio de los Luna, sede de la Audiencia y del Capitán General.

Fuera del ámbito militar y por herencia del sistema de lugartenientes y virreyes el capitán general actuaba como autoridad estatal. Presidía sobre el Erario y la Real Audiencia de Aragón, si bien solo intervenía en la segunda con motivos administrativos o de orden público. Por ello se ubicaba físicamente el capitán general en el Palacio de los Luna en el Coso de Zaragoza, sede de la Real Audiencia. Se trataba en el periodo del máximo cargo administrativo en Aragón, una desviación del sistema castellano que fue sin embargo habitual en la antigua Corona de Aragón, Galicia y Canarias. Como tal, también supervisaba a los corregidores que en Aragón eran habitualmente militares por la cercanía de la frontera con Francia.
Pese a ello, era un cargo considerado de categoría media entre las capitanías española, siendo considerado el traslado a las más críticas capitanías de Valencia o Cataluña un ascenso. No era tampoco infrecuente que el cargo sufriera interinidades por otras comisiones del elegido, lo que motivó el uso esporádico de comandantes generales interinos y desde 1800, la existencia de un segundo comandante que automáticamente reemplazaba al capitán general si este se encontraba ausente. La situación típicamente reducía la autoridad del cargo dado que el comandante no mantenía la presidencia de la audiencia, sino que esta pasaba a un regente independiente.

### Guerra de la Independencia y reinado de Fernando VII (1808-1833)

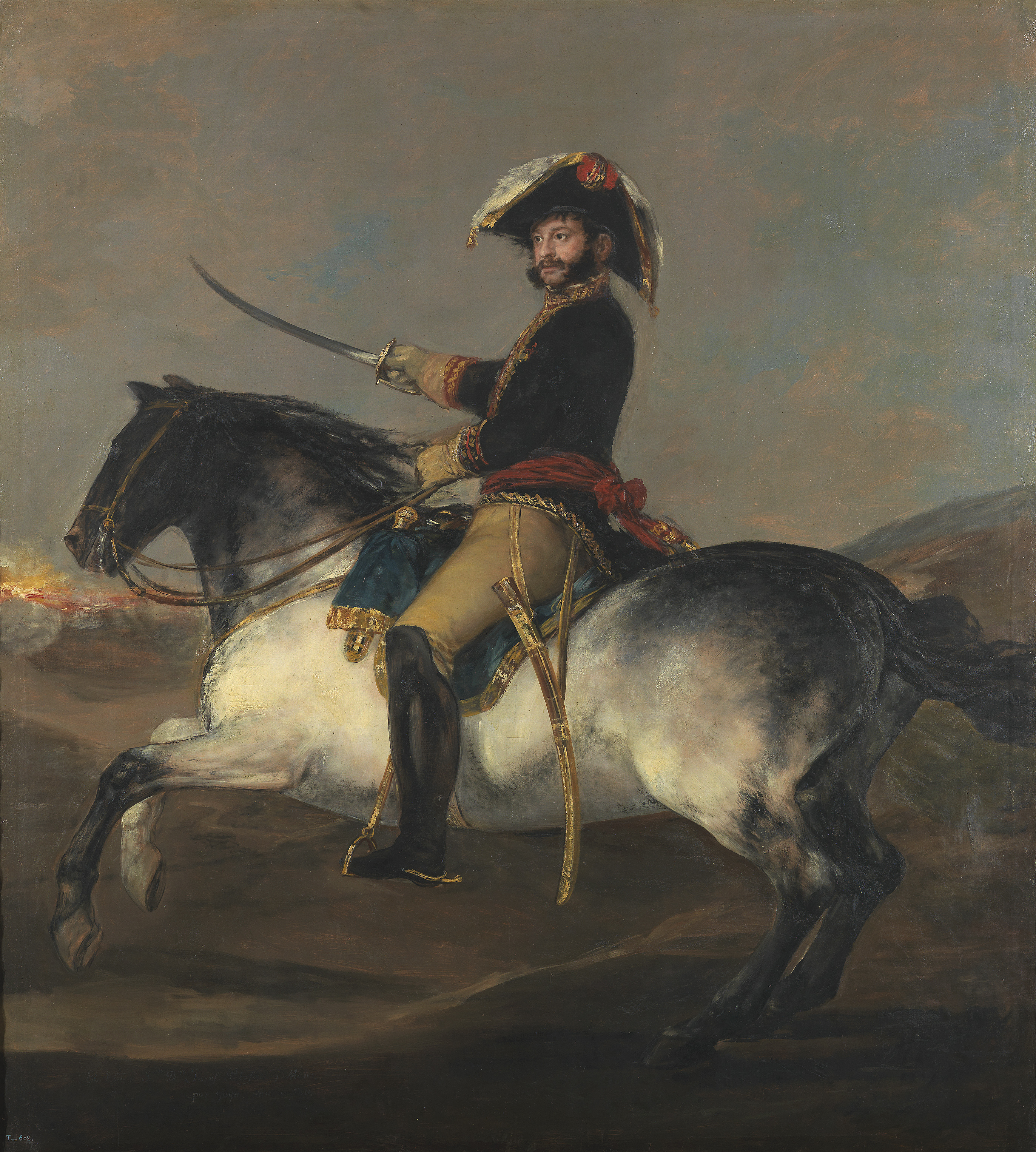
Palafox, retratado por Goya, es probablemente el capitán general más famoso debido a su papel en los sitios de Zaragoza. Sin embargo no detentó el cargo oficialmente hasta la restauración de Fernando VII.

Como otras instituciones, la capitanía entró en crisis ante la ocupación francesa a principios del siglo XIX. El 24 de mayo de 1808, al difundirse la noticia de que la familia real había sido exiliada del país, se produjo un asalto a la Aljafería que depuso al capitán general Jorge Juan Guillelmi ante su oposición a armar a los insurrectos. Rota la cadena de mando teórica, el partido antifrancés formó una junta de gobierno y eligió a José de Palafox como su comandante. Zaragoza sufrió por ello dos sitios en 1808-1809 que terminaron con la toma por el ejército francés. La Junta Suprema Central designó una Junta de Aragón y parte de Castilla como autoridad teórica, pero hasta finales de la guerra la ocupación francesa, liderada por Louis Gabriel Suchet detentó el poder de facto. Solo con el tratado de Valençay de diciembre de 1813 se repuso el orden institucional, que llevó a la vuelta de Palafox al mando en 1814 formalmente investido capitán general por el ahora rey Fernando VII.
Las turbulencias e inestabilidad en el periodo que siguió se pueden ver en la alta rotación en la capitanía en el periodo 1823-1833. La presencia de los Cien Mil Hijos de San Luis en 1823-1828 también contribuyó a que varios de los capitanes fueran extranjeros.

### Decadencia y final (1833-1904)
Desde 1835, el capitán general en Aragón vio reducidas sus competencias a las propiamente militares con motivo de la creación de las provincias de España en 1833 y la sucesiva creación de autoridades civiles que devinieron en los gobiernos civiles y diputaciones provinciales. Así, tras la entrada en vigor de las provincias en noviembre de 1833, una orden real de 27 de abril de 1834 establecía:

Que los comandantes generales de los distritos sólo tienen el mando militar de las armas y no el político, exceptuando casos de especial comisión.
Archivo General Militar, Sección 2.ª, División 3.ª, leg. 141.

Algunos autores han señalado al entonces capitán general, José de Ezpeleta y Enrile, como el último capitán general en el pleno sentido del término.
Las capitanías generales fueron reformadas, reorganizándose a lo largo del siglo XIX como parte de la construcción del estado liberal en España. Mediante un decreto de 8 de septiembre de 1841 de Baldomero Espartero se reorganizaron las capitanías generales en toda España formando 14 distritos militares, uno de las cuales tenía el cuartel general en Zaragoza. Estos distritos militares fueron sufriendo diferentes modificaciones a lo largo del siglo XIX, coexistiendo el nombre con el de las antiguas capitanías generales. Así, el nombre de capitanía general de Aragón siguió en uso para el distrito que comprendía las tres provincias aragonesas pese a que en 1893 se le agregaron las provincias de Soria y Guadalajara. Este uso del nombre tradicional de la capitanía general de Aragón cesó formalmente con el Real Decreto de 2 de noviembre de 1904 que estableció las regiones militares de España y un esquema numérico para designarlas.
El territorio de la antigua capitanía fue así reconvertido en la V Región Militar, bajo el mando de un capitán general que habitualmente ha sido considerado sucesor de la antigua entidad aragonesa. En 1986 la región desapareció finalmente cuando la V Región Militar (Aragón) y la IV Región Militar (Cataluña) fueron integradas en la nueva Región Militar Pirenaica Oriental, con mando y cuartel general en Barcelona. En 1997 ambas regiones se integraron a su vez con la antigua VI Región Militar en la nueva Región Militar Pirenaica, con mando y cuartel general en Barcelona. En 2002 el Ejército español se estructuró en unidades tácticas, desapareciendo las regiones militares.

## Lista de capitanes generales de Aragón
Reinado de Felipe V
- 1711-1714: Alberto Octavio T´Serclaes de Tilly
- 1715-1717: Juan de Acuña y Bejarano
- 1717: Juan Francisco de Bette
- 1717-1718: Feliciano de Bracamonte Rodríguez de las Barillas
- 1718-1721: Claude Abraham de Tubières de Grimoard
- 1721-1722: Manuel de Orleans, conde de Charny
- 1722-1732: Lucas de Spínola y Spínola
- 1732-1733: Jaime de Guzmán-Dávalos y Spínola
- 1733-1736: Lucas de Spínola y Spínola
- 1736-1738: Alejandro de Cecile
- 1738-1740: Francisco Pignatelli y Aymerich
- 1740-1741: Lucas Fernando Patiño y Attendolo
- 1741: Francisco Pignatelli y Aymerich
- 1741-1746: Lucas de Spínola y Spínola
- 1746-1751: Luis González de Albelda y Cayro

Reinado de Fernando VI
- 1751-1754: Lucas Fernando Patiño y Attendolo
- 1754-1760: Joaquín de Montserrat

Reinado de Carlos III
- 1760-1768: Lucas Fernando Patiño y Attendolo
- 1768-1769: Wolfgang José Bournonville y de Ursel
- 1770-1778: Antonio Manso Maldonado
- 1779-1784: José de Gregorio y Mauro
- 1784-1792: Félix O'Neille y O'Neille

Reinado de Carlos IV
- 1792-1795: Miguel de la Cueva y Enríquez de Navarra
- 1795-1796: Juan Antonio de Courten y González
- 1797-1808: Jorge Juan Guillelmi y Andrada

Ocupación francesa
- 1808-1813: Louis Gabriel Suchet de facto

Reinado de Fernando VII
- 1814-1815: José de Palafox y Melci
- 1815-1820: Luis de Palafox y Melci
- 1820-1821: Antonio José Amar y Borbón
- 1821-1822: Rafael del Riego
- 1823 (mayo-diciembre): Felipe Fleyres
- 1823-1824: Pedro de Grimarest
- 1824-1825: Carlos de España
- 1825-1826: Luis Alejandro de Bassecourt y Dupire
- 1826: Rafael Sempere Esclápez
- 1826-1830: Felipe Augusto de Saint-Marcq
- 1830: Manuel Llauder
- 1830-1832: Blas de Fournás y Labrosse y Gailhac-Lagardie

Reinado de Isabel II
- 1832-1835: José de Ezpeleta y Enrile último capitán general con poderes civiles
- 1835 (marzo-junio): Antonio María Álvarez Tomás
- 1835 (agosto-septiembre): Manuel Latre Huarte
- 1835 (septiembre):  José de Palafox y Melci
- 1835-1836: Felipe Montes
- 1836 (marzo): Evaristo Fernández de San Miguel
- 1836-?: José Ramón Rodil y Campillo
- 1837-1838: Marcelino Oráa
- 1839: Leopoldo O'Donnell
- 1841-1843: Mariano Ricafort
- 1843-1844: Narciso Clavería y Zaldúa
- 1844-1845: Manuel Bretón del Río y Fernández del Jubera
- 1845: José Manso y Solá
- 1845-1847: Valentín Cañedo Miranda
- 1848-1850: Fernando de Norzagaray
- ? - 1852: Juan de Lara e Irigoyen
- ? - 1854: Felipe Rivero
- 1854-1856: Ignacio Gurrea Medrano
- 1856: Antonio Falcón Abellán
- 1856: Domingo Dulce y Garay (interino)
- 1856-1859: José María Marchessi y Oleaga
- 1859-1862: Luis García y Miguel de la Calle
- 1862-1863: Fernando Cotoner y Chacón
- 1863-1865: Joaquín del Manzano y Manzano
- 1865-1866: Juan Zapatero y Navas
- 1867: Eusebio Calonge

Sexenio Democrático
- 1868: Anselmo Blaser
- 1868-1871: Joaquín Bassols
- 1872-1873: José Santa Pau y Bayona
- 1873-1874: Agustín Burgos y Llamas
- 1874: Romualdo Palacios González
- 1874-1875: Gabriel Baldrich y Palau

Restauración
- 1875: Carlos Yauch Condamy
- 1875: Eulogio Despujol y Dusay
- 1875-1876: Ramón Fajardo e Izquierdo
- 1876: Ramón Blanco y Erenas
- 1876-1877: Rafael Juárez de Negrón y Centurión de Córdova
- 1877-1882: Ignacio María del Castillo
- 1882-1884: Luis Dabán y Ramírez de Arellano
- 1884-1886: Zacarías González Goyeneche
- 1886-1888: José Chinchilla
- 1888-1893: Antonio Moreno del Villar
- 1893-1894: Enrique Bargés y Pombo
- 1894-1896: Francisco Javier Girón y Aragón
- 1896-1897: Julio Seriñá y Raymundo
- 1897: Miguel Correa y García
- 1897-1898: Álvaro Suárez Valdés y Rodríguez San Pedro
- 1898: Federico Ochando y Chumillas
- 1898-1899: Francisco Javier Girón y Aragón
- 1900-1902: Francisco Borrero y Limón
- 1902-1904: Emilio March García

Capitanes de la V región militar
- 1904-1907: Enrique Franch Trasserra
- 1907-1910: Adolfo Rodríguez Bruzón
- 1910-1917: Luis Huerta Urrutia
- 1917-1918: Arturo Alsina y Netto
- 1918-1922: Juan de Ampudia y López
- 1922-1923: José Olaguer-Feliú
- 1923: Carlos Palanca y Cañas
- 1923-1925: Enrique Barreiro del Riego
- 1925-1928: Francisco Perales Vallejo
- 1928-1931: Jorge Fernández de Heredia y Adalid

Segunda República (capitanes de la V división orgánica)
- 1931-1932: Leopoldo Ruiz Trillo
- 1932-1935: José Sánchez-Ocaña Beltrán
- 1936: Miguel Cabanellas Ferrer

...
Régimen Franquista
- 1939-1945: José Monasterio Ituarte
- 1945-1949: Juan Bautista Sánchez González
- 1949-1953: Álvaro Sueiro Vilariño
- 1953-1954: Francisco Franco Salgado-Araujo
- 1954-1961: Manuel Baturone Colombo
- 1963-1964: Mariano Alonso Alonso
- 1964-1965: César Mantilla Lautrec
- 1965-1967: Enrique Inclán Bolado
- 1967-1968: Emilio de la Guardia Ruiz
- 1968: Fernando González-Camino y Aguirre
- 1968-1970: Carlos Ruiz García
- 1970-1971: Gonzalo Fernández de Córdoba y Ziburu
- 1971-1974: Joaquín Bosch de la Barrera

Reinado de Juan Carlos I
- 1976-1977: Ángel de Lara de Cid
- 1977-1978: Manuel Cabeza Calahorra
- 1978-1981: Antonio Elícegui Prieto
- 1981-1983: Luis Caruana Gómez de Barreda
- 1983 (mayo-noviembre): Luis Sáez Larumbe
- 1983-1984: Manuel Álvarez Zalba
- 1984-1986: Baldomero Hernández Carreras (último)

Jefes de la Región Militar Pirenaica (en Barcelona)
- 1987-1990: José Luis Carrasco Lanzós
- 1991-1993: Ricardo Marzo Mediano
- 1993-1997: Antonio Martínez Teixidó
- 1997-1999: Victor Suanzes Pardo
- 1999-2000: Rafael de Valenzuela Teresa
- 2000-2003: Luis Alejandre Sintes